# Les Dames Tartine
Les Dames Tartine is een restaurant in Sint-Joost-ten-Node in Brussel.

## Geschiedenis
Les Dames Tartine openden hun deuren in 1985, met de van Italiaanse afkomst zijnde lady-chef Anne Basso in de keuken en Michèle Ramet in de zaal. Het kreeg meteen een Bib Gourmand van Michelin die het 25 jaar, tot en met de Michelingids voor 2010 behield. Het restaurant hanteert een Franse kookstijl met moderne touch. Vanaf 2005 werd het restaurant vernieuwd.